# 5607 (année hébraïque)
5607 (hébreu : ה'תר"ז , abbr. : תר"ז) est une année hébraïque qui a commencé à la veille au soir du 21 septembre 1846 et s'est finie le 10 septembre 1847. Cette année a compté 355 jours. Ce fut une année simple dans le cycle métonique, avec un seul mois de Adar. Ce fut une année de chemitta.

## Calendrier
Ce calendrier hébraïque de l'année 5607 donne les correspondances avec les dates du calendrier grégorien.
Le premier nombre dans chaque case correspond au jour du mois hébraïque. Les jours en couleurs sont des jours remarquables juifs .
| ◄◄ | 5607 | ►► |

## Naissances
- Thomas Edison
- Alexander Graham Bell

## Décès
5602 - 5603 - 5604 - 5605 - 5606 - 5607 - 5608 - 5609 - 5610 - 5611 - 5612